# Герб комуни Лідчепінг

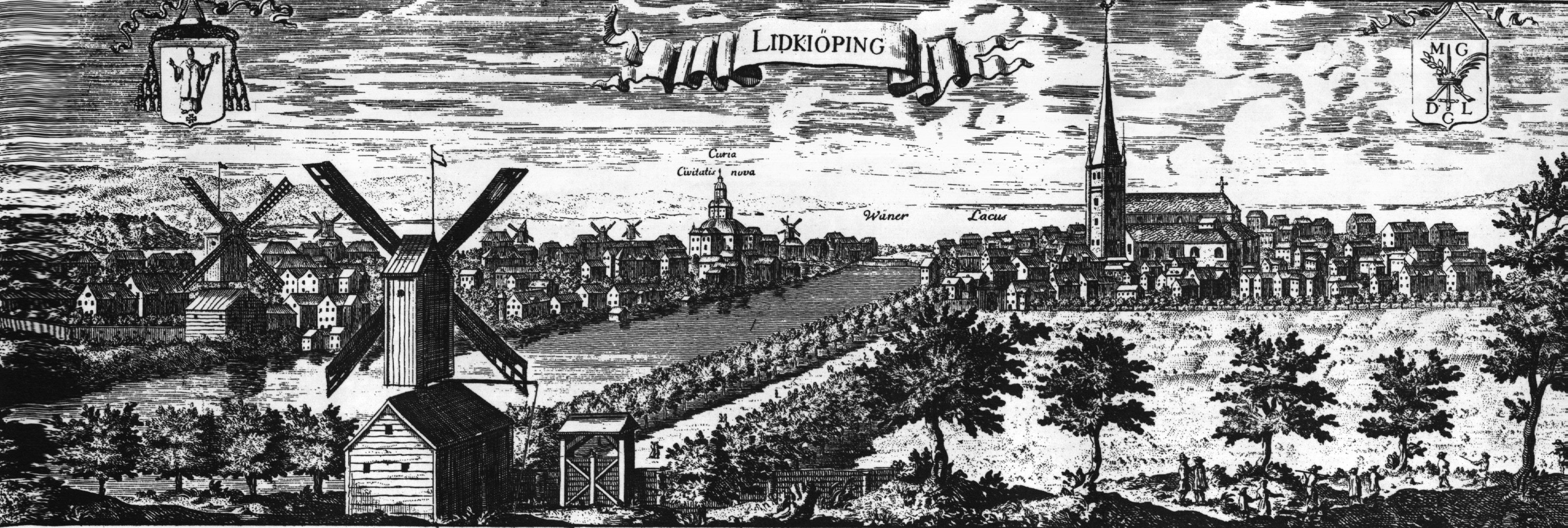
Герб на гравюрі з панорамою міста Лідчепінг (близько 1700 р.)

Герб комуни Лідчепінг (швед. Lidköpings kommunvapen) — символ шведської адміністративно-територіальної одиниці місцевого самоврядування комуни Лідчепінг.

## Історія
Міська церква Лідчепінга мала посвяту Святого Миколая. Тому на міській печатці з 1505 року було зображено Святого Миколая, який був покровителем Лідчепінга. Такий герб зустрічаємо на гравюрі з панорамою міста з початку з XVIII століття. 
Цей герб отримав королівське затвердження 1945 року як символ міста Лідчепінг. 
Після адміністративно-територіальної реформи, проведеної в Швеції на початку 1970-х років, муніципальні герби стали використовуватися лишень комунами. Тому з 1974 року цей герб представляє комуну Лідчепінг, а не місто. Новий герб комуни Лідчепінг офіційно зареєстровано 1974 року.

## Опис (блазон)
У золотому полі єпископ сидить на кріслі з піднятою для благословення правицею, в лівиці тримає жезл, внизу — розгорнута книга, на якій три кулі (одна над двома), все червоне.

## Зміст
Сучасний герб базується на символі з давньої печатки Лідчепінга. Святий Миколай є покровителем міста Лідчепінг і теперішньої комуни.